# Fellberg
Der Fellberg ist ein Berg des Thüringer Schiefergebirges mit einer Höhe von 842,1 m ü. NHN. Er liegt westlich der Stadt Steinach im Landkreis Sonneberg. Der Fellberg überragt dabei die Stadt um gute 300 Höhenmeter. Zusammen mit dem westlich gelegenen, 2 m höheren Breitenberg bildet er ein nach Süden offenes Hufeisen, wobei man nur knapp unter 820 m gehen muss, um vom einen Gipfel zum anderen zu gelangen. Im Osten läuft der Fellberg im Steinheider Berg (680 m) über Steinach aus, im Süden im Geiersberg (727 m). An diesem Übergang befindet sich die Fellbergbaude, welche sich inmitten der größten Griffelbrüche der Welt befindet.

## Tourismus
Im Winter befindet sich am Fellberg das größte zusammenhängende Skigebiet in Thüringen, die Skiarena Silbersattel. Dort gibt es 4 Lifte: 1 Sessellift, 2 Schlepplifte und 1 Babylift sowie 5 Pisten unterschiedlichster Schwierigkeitsgrade. 
Im Sommer wird seit dem Jahr 2005 das Areal für einen Bikepark genutzt, den „Silbersattel-Bikepark“. Es ist Thüringens erster Bikepark, in dem man jedes Wochenende seine Downhill-Fähigkeiten testen kann.
Einmal im Jahr ist auch die Elite des deutschen Downhillsports am Fellberg zu Gast. 

## Geschichte des Wintersports
Bereits 1901 sollen die ersten Paar Ski nach Steinach gebracht worden sein. In den folgenden Jahren entwickelte sich der Wintersport in Steinach enorm. Auch eine Sprungschanze wurde im Gebiet zwischen Fellberg und Steinach errichtet.
Daraus entstanden einige gute Ergebnisse auf internationaler Ebene. 
Aufgrund der Schneesicherheit finden in Steinach einige nationale Rennen statt.